# St. Ulrich (Diepertshofen)

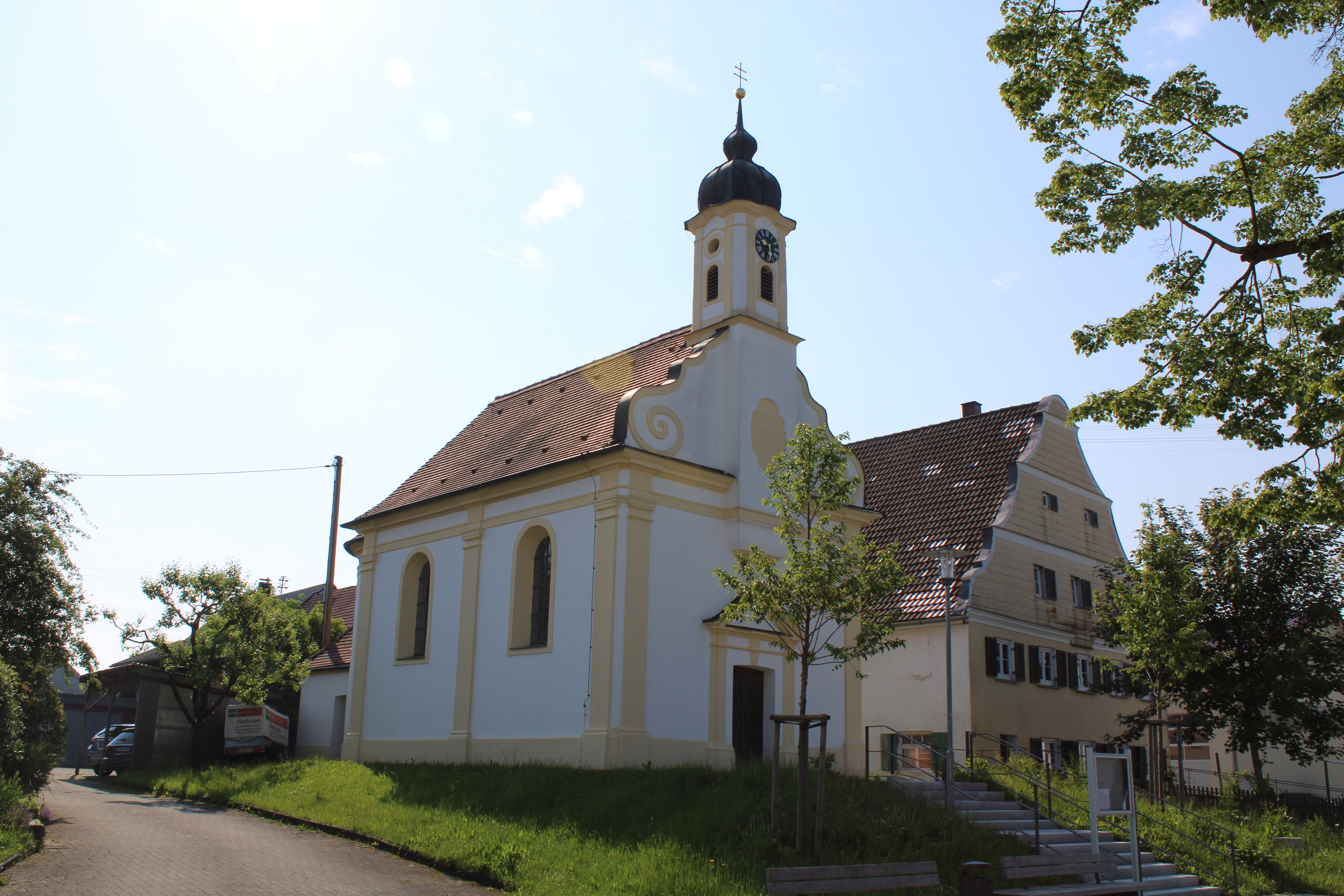
St. Ulrich in Diepertshofen

Die römisch-katholische Kapelle St. Ulrich steht in Diepertshofen, einem Gemeindeteil des Marktes Pfaffenhofen an der Roth im Landkreis Neu-Ulm in Bayern. Das Bauwerk ist in der Liste der Baudenkmäler in Pfaffenhofen an der Roth als Baudenkmal unter der Nr. D-7-75-143-16 eingetragen. Die Pfarrei St. Martin in Pfaffenhofen, zu der die Filialgemeinde Diepertshofen gehört, gehört zum Dekanat Neu-Ulm des Bistums Augsburg.

## Beschreibung
Die 1747/48 gebaute Kapelle wird Johann Georg Hitzelberger zugeschrieben. Die Saalkirche besteht aus einem Langhaus, das mit Pilastern gegliedert ist, und einem eingezogenen, halbrund geschlossenen Chor im Osten. Über der mit einem Schweifgiebel bedeckten Fassade im Westen erhebt sich ein Dachreiter, der die Turmuhr und den Glockenstuhl beherbergt, und der mit einer Zwiebelhaube bedeckt ist, die von einer bauchigen Laterne gekrönt wird. Das Portal in der Fassade ist mit einem Dreiecksgiebel verdacht. 
Im Innenraum des Chors befindet sich ein Fresko über die Krönung Mariens, in dem des Langhauses über Ulrich von Augsburg und Martin von Tours. Von Konrad Huber stammt ein Porträtmalerei des Kirchenpatrons. Auf dem Altarretabel des 1829 gebauten Hochaltars ist die Kreuzigung dargestellt.